# Santuario de Meritxell
El Santuario de Nuestra Señora de Meritxell es una basílica que se encuentra en la localidad de Meritxell, en la parroquia andorrana de Canillo. En él se rinde culto a la Virgen de Meritxell, patrona del Principado de Andorra.
En el mes de marzo del año 2014 se une a la Ruta mariana, completando así esta Gran Ruta de turismo cultural-religioso y que están enmarcada en los Pirineos.
La Iglesia católica conmemora la festividad de la advocación el 8 de septiembre.

## Historia
Según la leyenda, un pastor encontró la imagen de la Virgen un día de invierno debajo de unos rosales floridos y decidió llevársela a su casa. La imagen, sin embargo, volvió tres veces al mismo lugar en el que había sido encontrada. Finalmente, los andorranos decidieron construir ahí una capilla.
En 1873, el Consejo General de los Valles la declaró patrona del país. El 8 de septiembre de 1921 fue coronada de forma solemne. A partir de entonces, ese día se celebra la fiesta nacional del Principado.
El santuario original era de estilo románico y fue reformado por completo en el siglo XVII. En 1972, el santuario se incendió, quedando destruido por completo. En el incendio desapareció también la talla románica de la Virgen, la más antigua del Principado, que hasta ese momento se veneraba. Se encargó la construcción de un nuevo santuario al arquitecto español Ricardo Bofill Levi.
El edificio tiene una mezcla de estilos y pretende fusionarse con el paisaje que le rodea. El nuevo edificio se inauguró en 1976.
En su interior se continúa venerando una réplica de la talla románica de la Virgen que fue destruida en el incendio.
El santuario fue declarado Basílica Menor el 13 de mayo de 2014 por el papa Francisco, cuando se cumplían exactamente cien años de la declaración pontificia de la Virgen de Meritxell como patrona principal de los Valles de Andorra, en tiempos de san Pío X.

## Museo de la Biblia

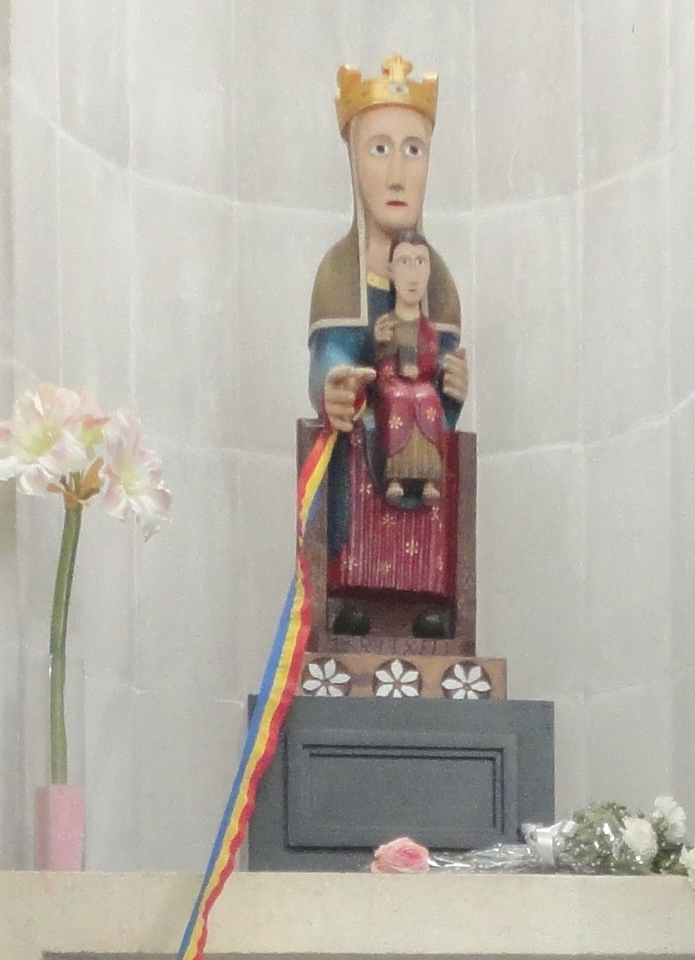
Nuestra Señora de Meritxell, patrona de Andorra.

El Santuario posee una impresionante colección de Biblias y Nuevos Testamentos en 1900 lenguas de los cinco continentes pertenecientes a 178 países (ha sido traducida a 3000 lenguas), incluso en lenguas casi extintas como la turkana, el manés, el córnico o el tetlin, antiguas y modernas, y algunas sumamente raras, como la clandestina en coreano del Norte, o la Biblia en braille (para ciegos) o en signos (para sordos), incluso en manga o dibujada por Robert Crumb; también hay rarezas como la Biblia más pequeña del mundo o una en formato de videojuego Minecraft; todas fueron reunidas y donadas por el exbanquero andorrano Pere Roquet a lo largo de 26 años de continuos viajes. Otros museos bíblicos son el Museum of the Bible de Washington D. C., considerado el más grande del mundo; el MOBIA en Nueva York, el Museo de Arte Bíblico de Dallas, el Museo Bíblico de Ámsterdam, el Museu Biblic de Tarragona, el Museo Bíblico y Oriental de León y el Maná. Museo de la Biblia de México. 